# Gustav Bischof
Karl Gustav Bischof, född 18 januari 1792 i Wöhrd (numera en stadsdel i Nürnberg), död 30 november 1870 i Bonn, var en tysk geolog och kemist. Han var far till kemisten Karl Bischof.
Bischof kallades 1819 till Bonn som professor i kemi och teknologi. Där publicerade han en serie av geologiska arbeten, vilka öppnade nya vyer i avseende på bergarternas bildningshistoria. Han kom efterhand till den övertygelsen, att vattnet, på det hela taget, har haft en större betydelse vid de kristalliniska bergarternas bildning, än man tidigare antagit. Hans undersökningar av Tysklands och Frankrikes mineralkällor liksom hans rön i fråga om smälta massors avkylningshastighet blev i viss mån skolbildande.
Hans huvudarbeten är Die Wärmelehre des innern Unsereserdkörpers (1837) och Lehrbuch der chemischen und physikalischen Geologie (1847-54). I dessa arbeten försvarade han med kraft neptunismen mot plutonismens företrädare, bland annat Leopold von Buch och Alexander von Humboldt. Han ivrade för naturvetenskapliga kunskapers spridning bland folket och utgav (1848-49) Populäre Briefe an eine gebildete Dame über die gesammten Gebiete der Naturwissenschaften. Hans sista skrift var Die Gestalt der Erde und der Meeresfläche und die Erosion des Meeresbodens (1867), som går ut på att konstatera, det hela den ursprungliga jordkroppen är klotrund, men omgiven av ett ellipsoidiskt vattenhölje. Han tilldelades Wollastonmedaljen 1863.